# 붉은 비키니
《붉은 비키니》는 2017년에 개봉한 대한민국의 로맨스 멜로 스릴러 영화이다.

## 시놉시스
천혜의 휴양지 파타야로 떠난 커플 여행…
서로의 비밀이 밝혀지는 순간 낙원은 어느 순간 지옥이 된다!
‘상진’의 여자친구 ‘지현’의 생일 파티를 위해 처음으로 해외여행을 결심한 ‘수정’과 ‘태현’
 하지만 ‘지현’이 여행에 피치 못할 상황으로 불참하면서 세 사람은 어쩔 수 없이 세 사람만의 여행을
 시작하게 된다. 현지 관광 업체에게 속아 모든 것을 잃게 되었을 무렵 우연히 묘령의 여인 ‘이지’를 만나게 되고,
 ‘상진’은 첫눈에 그녀에게 반하고 만다. 아슬아슬한 줄타기를 하던 두 사람은 넘어선 안 되는 선을 넘게 되고,
 ‘상진’을 흠모했던 ‘수정’이 우연히 보고 몰래 촬영하기에 이른다. ‘수정’은 ‘상진’에게 ‘이지’와의
 관계를 ‘지현’에게 폭로하겠다고 협박하며 자신의 마음을 받아줄 것을 요구하게 되고 ‘수정’의 남자친구인
 ‘태현’이 이 사실을 알게 되면서 꿈같던 여행은 파국을 맞이하게 되는데…

## 배역
- 김진우 : 상진 역
- 이다민 : 이지 역
- 주노 : 태현 역
- 김인애 : 수정 역